# Allophylus rheedei
Allophylus rheedei är en kinesträdsväxtart som först beskrevs av Robert Wight, och fick sitt nu gällande namn av Ludwig Radlkofer. Allophylus rheedei ingår i släktet Allophylus och familjen kinesträdsväxter. Inga underarter finns listade i Catalogue of Life.